# Abbaye Sainte-Marie de Glencairn
L'abbaye Sainte-Marie ou abbaye de Glencairn (en anglais : St. Mary's Abbey, Glencairn abbey) est une abbaye féminine cistercienne de stricte observance située en Irlande dans le comté de Waterford et le diocèse de Waterford et Lismore.

## Histoire
Ce monastère de trappistines est fondé en mai 1932 par des moniales venues du monastère de la Sainte-Croix de Stapehill en Angleterre qui lui-même avait été fondé en 1802 par des trappistines françaises qui avaient échappé de peu à la guillotine dix ans auparavant sous la Terreur.

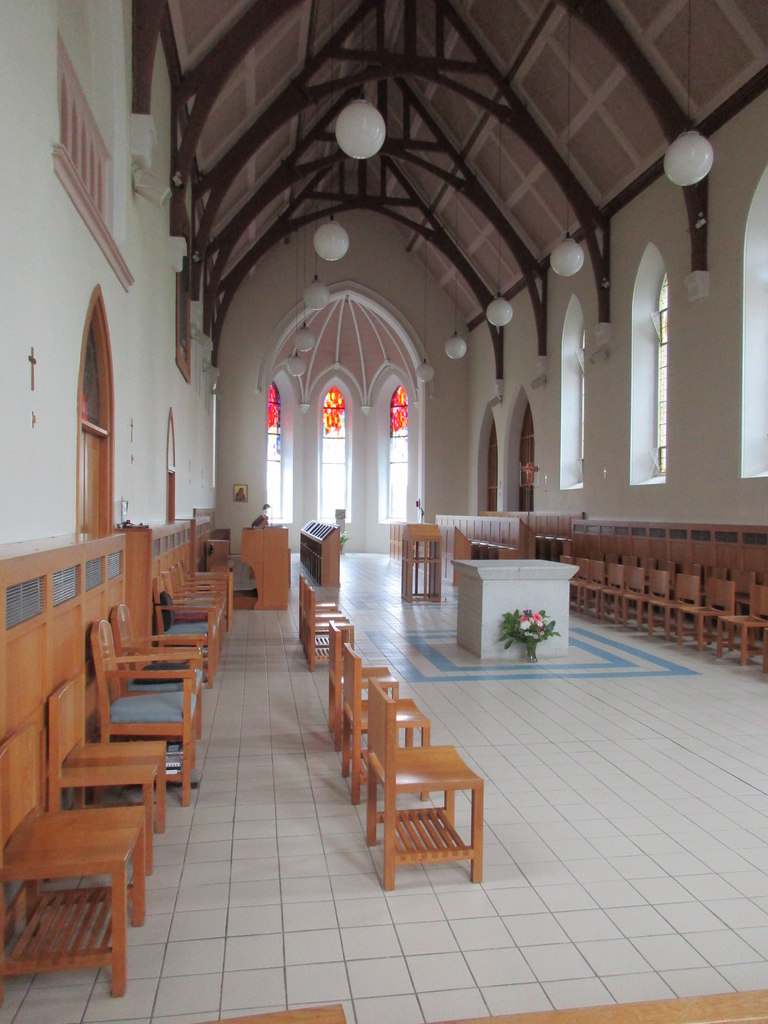
L'église de l'abbaye.

Cette communauté est la première communauté de cisterciennes à avoir été fondée en Irlande après la dissolution des monastères par Henri VIII en 1538, et la seule encore en activité dans ce pays. Glencairn a fondé à son tour la première communauté de cisterciennes aux États-Unis en 1949, l'abbaye de Mont-Sainte-Marie (en) (Mount Saint Mary's Abbey) à Wrentham dans le Massachusetts. Puis en 1982, Glencairn a fondé le monastère Sainte-Justine au Nigeria, à Abakaliki.
En 2018, l'abbaye comptait 29 moniales qui vivent d'une ferme, avec une exploitation bovine et ovine, de 81 hectares, de la fabrication d'hosties et de cierges, ainsi que de la confection de cartes de vœux et d'images pieuses dessinées à la main.